# 华中野战军
新四军华中野战军，是第二次国共内战（解放战争）初期在江苏作战的野战军。

## 历史
1945年抗战胜利后，新四军军部北撤山东，兼任八路军山东军区机关。1945年10月25日，设立新四军华中军区，共11万人。接受华中分局与新四军军部（兼八路军山东军区）的领导指挥。下辖11月10日成立的华中野战军4个纵队约5万人，参与了苏中七战七捷、朝阳集战役、两淮保卫战、漣水戰役、宿北战役、鲁南战役等战役战斗。1947年1月21日，北撤到山东的新四军军部兼八路军山东军区机关，与新四军华中军区机关合编组建华东军区，华中野战军与山东野战军合编为华东野战军。
- 华中野战军司令员粟裕
- 华中野战军政治委员谭震林
- 华中军区副司令员张爱萍
- 华中野战军参谋长刘先胜
- 华中野战军政治部主任钟期光
- 新四军华中野战军第六纵队：1945年11月10日，新四军苏浙军区第一纵队奉命从苏南宜兴北撤苏北淮安，改编为华中野战军第6纵队，司令员兼政委王必成，下辖5个团，共1.2万余人。以王必成旅为基础。另苏南二分区两个地方团编入，共一万二千余人。该新编之两团，全系反攻(八月底)开始才由区游击队所提升，无战斗力。
  - 第46团（吴咏湘、陈绍海部）41年4月成立新四军6师16旅46团、苏浙军区1纵2支队
  - 第48团（饶惠谭、彭冰山部）1943年初新四军1师2旅4团改称新四军6师16旅48团、苏浙军区1纵1支队
  - 第51团（黄玉庭、王直部）41年4月成立新四军6师16旅47团、苏浙军区1纵3支队
  - 第52团（黄光裕、彭茂标部）原苏南二分区独立2团，41年4月成立。
  - 第54团（刘史明、刘铁珊部，团副万海峰）原苏南二分区独立3团。1946年4月和苏中独立旅3团合编组成6师18旅54团。
- 第七纵队：1945年11月，以新四军苏中军区部队为基础，在江苏省东台县成立，下辖5个步兵团和1个特务营，总兵力约有1万人。以苏中之新三旅及新二旅之两个团编成，共一万余人，其中除一个较老(二等团)，其余均为新团。 司令员兼政治委员姬鹏飞 副司令员张藩 参谋长杜屏 政治部主任卢胜
  - 第55团（即原“泰州独立团”） 即苏中军区特务第3团。
  - 第57团（即原“兴化独立团”） 即苏中军区第1军分区特务第1团。
  - 第59团（特务1团、海军陆战师1团） 苏中军区第4军分区特务第1团。
  - 第61团（如皋警卫团） 即苏中军区4分区如皋警卫团
  - 第63团（通如纵队） 即苏中军区人民抗日自卫军通如纵队。该团前身是1944年1月起义的施亚夫汪伪34师部队。
  - 纵队特务营：该营前身是苏中军区第4军分区东南警卫团第1营，后改为苏中军区特务营，1945年11月编为华中7纵特务营，1949年整编时为29军86师258团第1营。
- 第八纵队：1945年11月，新四军苏浙军区第3纵队奉命从苏南宜兴北撤苏北淮安，改编为华中野战军第8纵队。以陶勇旅为基础，另将苏南一分区之两个团编入，共一万一千人，该两个团亦系反攻后才由区级武装提升而组成，亦无战斗力。司令员兼政委陶勇，副司令员彭德清，副政委伍洪祥，政治部主任韩念龙。
  - 第64团：主力
  - 第66团：主力
  - 第68团：主力
  - 第70团
  - 第72团：溧高、高淳、横山、句容4个县独立团1945年10月中下旬渡过长江后合编为独立三团。团长刘群/姚健，政委王一凡/李彬山，副团长樊绪经，政治处主任李钊，参谋长许治，锄奸股长范征夫，组织股长李代胜，
- 第九纵队：由新四军第四师之十一、十二旅各两个团及淮北军分区骑兵团编成，约一万人，其中除两个团较强外，余亦为县级武装提升。司令员兼政委张震。归陈毅的山东野战军指挥，在淮北、两淮应敌。
  - 第71团
  - 第75团
  - 第76团
  - 第77团
  - 第81团

1946年5月，根据《双十协定》，新四军华中野战军整编为两个师另三个纵队：
- 第一师：1946年5月8日，第8纵队在如皋改编为华中野战军第1师，师长兼政委粟裕，副师长陶勇，副政委兼政治部主任王集成。由第8纵队，以及苏中一分区的2个团、第7纵队的2个团合编。辖第1、第3旅，共6个主力团1.6万余人。1946年10月底，以第1、第3旅和第7师第20旅各一部及华中军区特务团组建第2旅。
  - 第一旅，旅长张震东，政委卢胜，副旅长兼参谋长谭知耕，政治部主任张日清
  - 第三旅，旅长彭德清，政委伍洪祥，副旅长兼参谋长张云龙，政治部主任李彬山
- 第六师，以六纵队及苏中独立旅合编为第六师。师长兼政委谭震林，副师长王必成，副政委江渭清，参谋长张闯初，政治部主任张千辉
  - 十六旅 旅长 钟国楚 政委 罗维道 参谋长 饶惠谭 政治部主任 王直
  - 十八旅 旅长 饶守坤 政委 刘文学 副旅长兼参谋长 罗桂华 政治部主任 张潮夫
- 第七纵队（4个团）
- 第九纵队（5个团）(编制在华中野战军，但自成立之日起即在淮北、两淮地区归山东野战军指挥作战)
- 第十纵队（3个团）